# Bíró Norbert
Bíró Norbert (Cegléd, 1974. március 5. –) paralimpiai bronzérmes, Európa-bajnok cselgáncsozó, a junior férfi cselgáncs válogatott keretedzője.

## Betegsége
18 éves volt, mikor glaukómával diagnosztizálták, így egy időre abbahagyta a versenyzést. Kevesebb, mint 10%-ban lát, ezért a látássérültek között folytatta sportolói pályafutását; a nemzetközi megmérettetéseken B3-as kategóriában versenyzett.

## Sportpályafutása
Hatéves korában kezdett sportolni, 10 éves korában ismerkedett meg a judoval, emellett jó ideig párhuzamosan birkózott is, rövid ideig vízilabdázott. Utánpótlásban szép eredményeket ért el, majd diagnózisa után egy időre abbahagyta a versenyzést. A 90-es évek végén ismerte meg a paralimpiai mozgalmat. 1999-ben nemzetközi edzői továbbképzésen vett részt, ahol elhatározta, versenyzőként visszatér a tatamira. A néhány hónappal később a franciaországi Déols-ban rendezett paralimpiai kvalifikációs Európa-bajnokságon indult először látássérültek között és rögtön Európa-bajnoki címet szerzett. A sydney-i paralimpián a bronz meccsen alulmaradt, így a számára csalódást keltő ötödik helyezést érte el. 
Rákövetkező évben az Ufában rendezett Európa-bajnokságon a dobogó második fokára állhatott. Az ugyanebben az évben rendezett Látássérültek Világkupáján, melynek Rio de Janeiro adott otthont, bronzérmet szerzett. 2003-ban Québec-ben rendezték a látássérültek cselgáncs világbajnokságát, ahol ötödik lett. 
2004-ben az athéni paralimpián érte el versenyzői pályafutása legnagyobb sikerét, a dobogó harmadik fokára állhatott fel. Egy évvel később, a rotterdami Európa-bajnokságon második lett, amolyan levezetésként, majd visszavonult az aktív versenyzéstől.

## Edzői, sportvezetői tevékenysége
1994 óta tevékenykedik edzőként. Ép és látássérült versenyzőkkel egyaránt foglalkozik. 1994 és 2008 között a Ceglédi Vasutas Sport Egyesület judo szakosztályának utánpótlásedzője, 2010-től ismételten betölti ezt a posztot. Eleinte a 10-12 éves korosztályt edzette, 2013-tól a fiú ifjúsági válogatott szövetségi kapitánya. Tanítványai közé tartozott vagy tartozik az ifjúsági olimpiai bajnok Özbas Szofi, a kétszeres ifjúsági Európa-bajnoki ezüstérmes Vég Zsombor és Magyarország első juniorvilágbajnoka Szabó Brigitta is.
Ő honosította meg itthon a gyengénlátók cselgáncssportját. Látássérült tanítványai 2007-ig több tucat bajnoki címet szereztek a látók között, míg a látássérültek versenyein 50 magyar bajnoki címet, világbajnoki arany- és ezüstérmeket tudhatnak magukénak. 2002 óta szervezi a Látássérült Ifjúsági Országos Bajnokságot. Tanított a Vakok Iskolájában és a Vak Diákok Sportegyesületénél. Közreműködésével 2007-ben szervezték meg először a Látássérültek Európai Ifjúsági Sport Találkozóját.    
2013 októbere és 2021 novembere között a Látássérültek Nemzetközi Sportszövetségének judo bizottságának elnöke volt.  A következő időszakban feltehetőleg fejlesztési igazgatóként fogja segíteni a szervezet munkáját.
A Magyar Judo Szövetség parasport bizottságának elnöke. 2013-ban tagja lett a Paralimpiai Bizottság edzői és stratégiai bizottságának is.

## Tanulmányai
Földrajz-testnevelés szakos tanárként diplomázott, majd középfokú edzői képesítést szerzett az akkori Testnevelési Főiskolán. A 2010-es években elvégezte a felsőfokú szakedzői képzést is. 2017-ben kollektív sportrehabilitációs tréner végzettséget szerzett.

## Eredményei
- paralimpiai bronzérmes (2004)
- Európa-bajnok (1999)
- Európa-bajnoki ezüstérmes (2001, 2005)
- Világkupa bronzérmes (2001)

## Könyve
- Plavecz Tamás – Bíró Norbert: Új judo kisenciklopédia (Cegléd, 2012)

## Díjai, elismerései
- Pest Megye Fogyatékos Sportolója (2001) [13]
- Pest Megyei Önkormányzat Sport Díja (2003)[12]
- Magyar Arany Érdemkereszt (2004)[14]
- Reznák János-díj (2005) [15]
- MOL Tehetséggondozásért Díj, „A Gyengénlátók Mentora” (2007)[16]
- Az Év Para-Szövetségi Kapitánya (2014)[17]
- Cegléd Város Sportjáért-díj (2017)[18]
- Év Edzője Cegléden (a CVSE Judo Szakosztálya részére) (2019)[19]

## Családja
Párjával 2015 óta van együtt. Gyermekük 2017 nyarán született. Párjának előző kapcsolatából két gyermeke van. Bátyja, Tamás (1969) a Ceglédi Vasutas Sport Egyesület cselgáncs szakosztályának vezetőedzője.